# Science Fiction Quarterly
Science Fiction Quarterly était un pulp américain de science-fiction publié par Louis Silberkleit entre 1940 et 1943 puis entre 1951 et 1958.